# Amblyeleotris randalli
Amblyeleotris randalli és una espècie de peix de la família dels gòbids i de l'ordre dels perciformes. Es troba des de les Moluques fins a Salomó, les Illes Ryukyu, el nord de la Gran Barrera de Corall i Palau (Micronèsia). Els mascles poden assolir els 12 cm de longitud total.